# Головмох тонковійчастий
Головмох тонковійчастий (Bryum tenuisetum) — вид мохів порядку головмохальних (Bryales).

## Поширення
Батьківщиною є Європа, Африка, Північна Америка, Австралія.
Населяє від вологого до висихаючого кислий ґрунт; від низьких до помірних висот (0–600 метрів).

## Характеристика
Рослини дрібні, зелені або жовто-зелені, часто з червонуватим відтінком. Стебла 0.4–1.5(2) см; ризоїди жовті. Листки черепицеподібні чи нещільно посаджені, яйцювато-ланцетні або вузько-яйцеподібні, слабо увігнуті, 0.4–1.5(2) мм; краї вигнуті проксимально, зубчасті дистально; верхівка від гострої до загостреної. Спеціалізоване безстатеве розмноження ризоїдальними бульбами, на довгих ризоїдах у ґрунті, жовті або рідше оранжеві, ± сферичні, (100)120–180(200) мкм. Вид дводомний або рідше синоїчний. Коробочка нахилена чи висяча, 2–3(4) мм.